# Terra Indígena Awá
Terra Indígena Awá é uma terra indígena habitada por povos isolados na Amazônia Legal com área de 117 mil hectares, localizada no estado do Maranhão, habitada pelas etnias Awa-Guajá e Isolados de Mão de onça, com uma população estimada de 279 pessoas (1998).
Em 2007, os povos tradicionais, incluindo os indígenas, foram reconhecidas pelo Governo do Brasil, através da Política Nacional de Desenvolvimento Sustentável dos Povos e Comunidades Tradicionais (PNPCT), que tem o modo de vida ligado aos recursos naturais e ao meio ambiente de forma harmônica, além do uso comunitário da terra. Assim a constituição brasileira garante aos indígenas o direito a sua terra tradicional e o direito de proteção por parte do governo do Brasil. A área do Awá está registrada no CRI e na Secretaria de Patrimônio da União (SPU) via decreto s/n de 20/04/2005.
Em julho de 2013, a jornalista Míriam Leitão e o fotógrafo Sebastião Salgado realizaram incursão pela Terra Indígena Awá para registrar os desafios de manter o modo de vida tradicional em meio a assédios de madeireiros.
Estudos indicam que os Awa Guajá vivem em pequenos grupos e privilegiam formas independentes de organização social, com alta dispersão geográfica. Devido à grande mobilidade e ao fato de estarem constantemente fugindo de madeireiros, narcotraficantes e outros invasores, há pouca certeza do local exato onde esses grupos estariam e mesmo quantos são.

## Distribuição municipal
A Terra Indígena de Awá faz parte de seis municípios do estado do Maranhão:
| # | Cidades                 | Área municipal (ha) | TI no município (ha) |
| - | ----------------------- | ------------------- | -------------------- |
| 1 | Bom Jardim              | 659 053             | 81,76 (0,07%)        |
| 2 | Centro Novo do Maranhão | 836 979             | 75 777 (65%)         |
| 3 | Governador Newton Bello | 114 407             | 441 (0,38%)          |
| 4 | Nova Olinda do Maranhão | 245 261             | 8 350 (7,16%)        |
| 5 | São João do Carú        | 90 807              | 25 976 (22,28%)      |
| 6 | Zé Doca                 | 214 010             | 7 114 (6,10%)        |

## Associações
Existem duas associações que atuam na região 
- Articulação das Mulheres Indígenas do Maranhão Amima, e;[1]
- Associação Arari.[1]

## Geografia
Município Centro Novo do Maranhão, com área municipal de 836 979,30 e área indígena de 75 777,33.
Município São João do Carú, com área municipal de 90 807,70 e área indígena de 25 976,83.
Município Nova Olinda do Maranhão, com área municipal de 245 261,50 e área indígena de 8 350,73.

### Bioma
A região é localizado na bacia hidrográfica do rio Gurupi, litoral noroeste do Maranhão e, Mearim, e formada pelo bioma Amazônico; com presença de: 100% de floresta ombrófila densa.

## Ameaças
A terra indígena é ameaçada por caçador, fazendeiro, madeireiro, grileiro (especulação fundiário).
Em 2019, cerca de 80 indígenas Awá de "recente contato" e indígenas habitantes de mais duas TI ( Caru e Alto Turiaçu), junto a "Frente de Proteção Etnoambiental Awá", criaram estratégias de proteção do território no "I Encontro para Construção do Plano de Ocupação da Terra Indígena Awá" no município de São João do Caru (Maranhão).
O monitoramento terrestre e aéreo que identificam regiões de vulnerabilidade e atividades ilícitas na região são feito pela "Frente de Proteção Etnoambiental Awá", "Coordenação-Geral de Índios Isolados e de Recente Contato" (CGIIRC) e, indígenas das TI Awá, Caru e, do Alto Turiaçu. Existe a campanha global para a proteção das terras dos indígenas isolados que a Survival International e os Guardiões Guajajara que atuam juntos nesta regiões.